# Henry T. Wilde

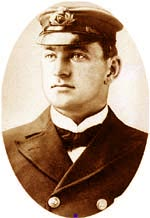
Henry T. Wilde

Henry Tingle Wilde (* 21. September 1872 in Walton, Liverpool, England; † 15. April 1912 im Nordatlantik beim Untergang der Titanic) war ein britischer Seemann und Leitender Offizier der Titanic.

## Leben
Wilde, der bereits 1910 seine Ehefrau und seine Zwillingssöhne durch Krankheit verlor, arbeitete ab 1897 für die White Star Line. Dort diente er unter anderem auf der Arabic, der Celtic, der Medic und der Cymric. Kapitän Edward John Smith holte ihn aufgrund von Wildes Erfahrungen auf der Olympic kurz vor dem Auslaufen der Titanic überraschend als Chefoffizier an Bord. Dadurch wurden zwei andere Offiziere der Titanic um eine Rangstufe zurückgesetzt: William M. Murdoch musste als bisher Leitender Offizier auf die Position des Ersten Offiziers weichen, der bisherige Erste Offizier Charles Lightoller nahm den Rang des Zweiten Offiziers ein. Der ursprünglich als Zweiter Offizier vorgesehene David Blair verließ das Schiff ganz. 
Über diese Entscheidung Smiths ist viel spekuliert worden: Möglich ist, dass Smith auf den mit den Schiffen der Olympic-Klasse erfahrensten Offizier der Reederei nicht verzichten wollte. Eventuell spielte dabei bereits auch die erhöhte Eisgefahr im April 1912 eine Rolle, was im Hinblick auf die spätere Katastrophe von besonderem Interesse ist. Da die Zurückstufung der anderen nautischen Offiziere der Titanic indirekt durch ihn kam, soll das Verhältnis zwischen ihm und seinen Kollegen relativ gespannt gewesen sein. Da die Umbesetzung so kurzfristig erfolgte, sprachen einige Besatzungsmitglieder bei den Verhören nach der Katastrophe noch von William Murdoch als Chefoffizier. In einem Brief an seine Schwester hatte Henry Wilde kurz vor der Abreise geschrieben: 
I still don’t like this ship. I’ve got a queer feeling about it. („Ich mag dieses Schiff [die Titanic] immer noch nicht. Ich habe ihm gegenüber ein seltsames Gefühl.“)
Über seine letzten Stunden ist wenig bekannt. Zur Zeit der Kollision mit dem Eisberg, am 14. April um 23:40 Uhr, hatte Wilde dienstfrei. Nachdem er den Ernst der Lage erkannt hatte, war er einer der Ersten, die auf das Fieren der Rettungsboote bestanden, und war selbst bis zum Schluss damit beschäftigt, das Beschicken der Boote zu beaufsichtigen. Er weigerte sich jedoch, selbst in eins zu steigen, obwohl immer ein Besatzungsmitglied mitfahren sollte. Wilde legte die Frauen und Kinder zuerst-Regel sehr streng aus, trotzdem gelang es u. a. Bruce Ismay, dem Direktor der White Star Line, in eines der von Wilde gefierten Rettungsboote zu springen. Wilde bestand darauf, dass die übrigen Offiziere sich bewaffneten, da er ahnte, dass es beim Besetzen der letzten Rettungsboote zu Tumulten kommen würde. Zuletzt wurde er bei dem Versuch gesehen, die Notboote A und B zu Wasser zu lassen. Von einigen Überlebenden wurde allerdings berichtet, dass Wilde kurz vor dem Untergang des Schiffes um 2:20 Uhr durch Suizid gestorben sei. Dies gilt jedoch als nicht gesichert. Seine Leiche wurde nie gefunden.
In der Titanic-Verfilmung von 1997 wurde die Rolle von Wilde mit Mark Lindsay Chapman besetzt.